# Macvin du Jura

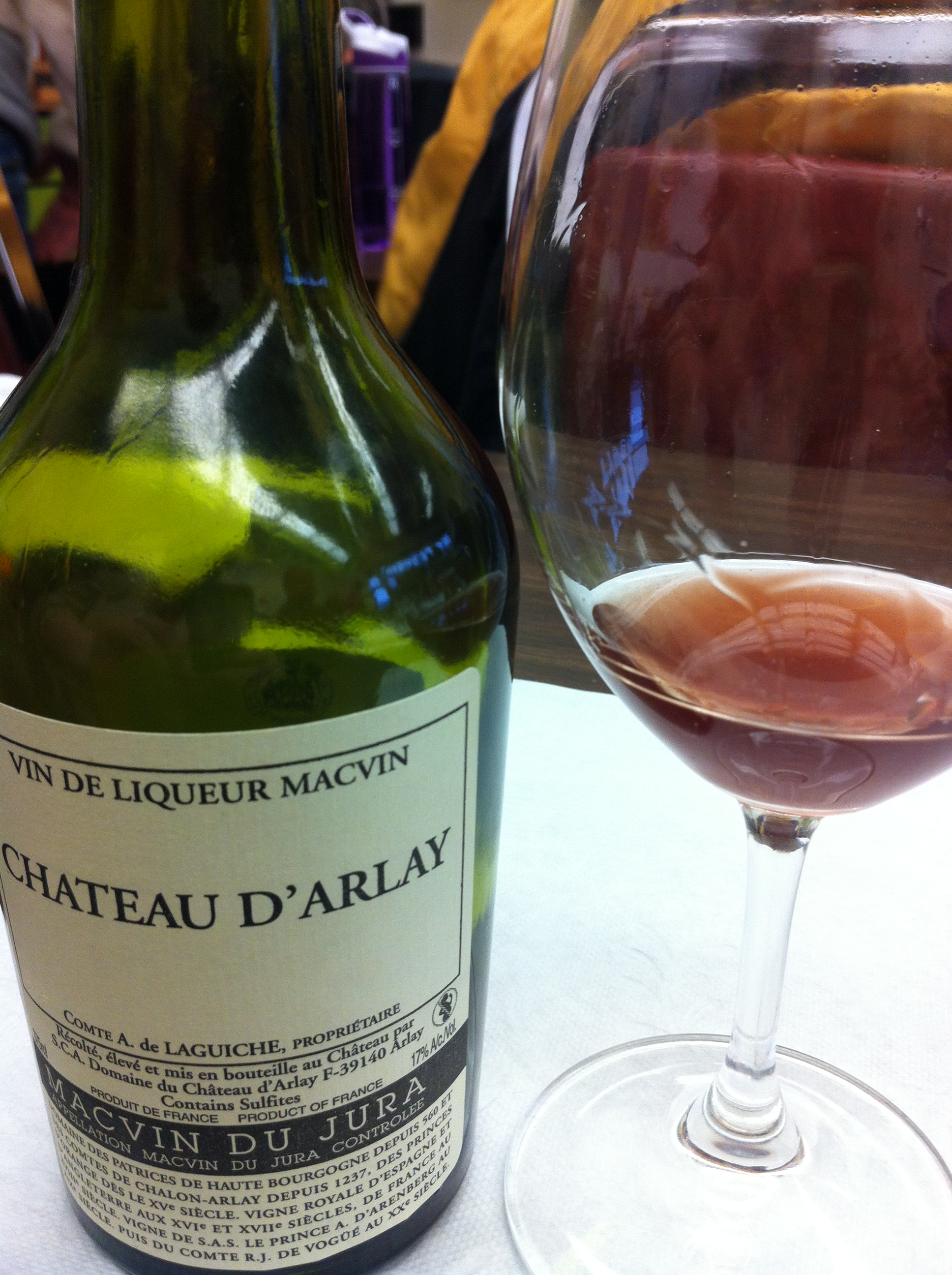
Macvin du Jura

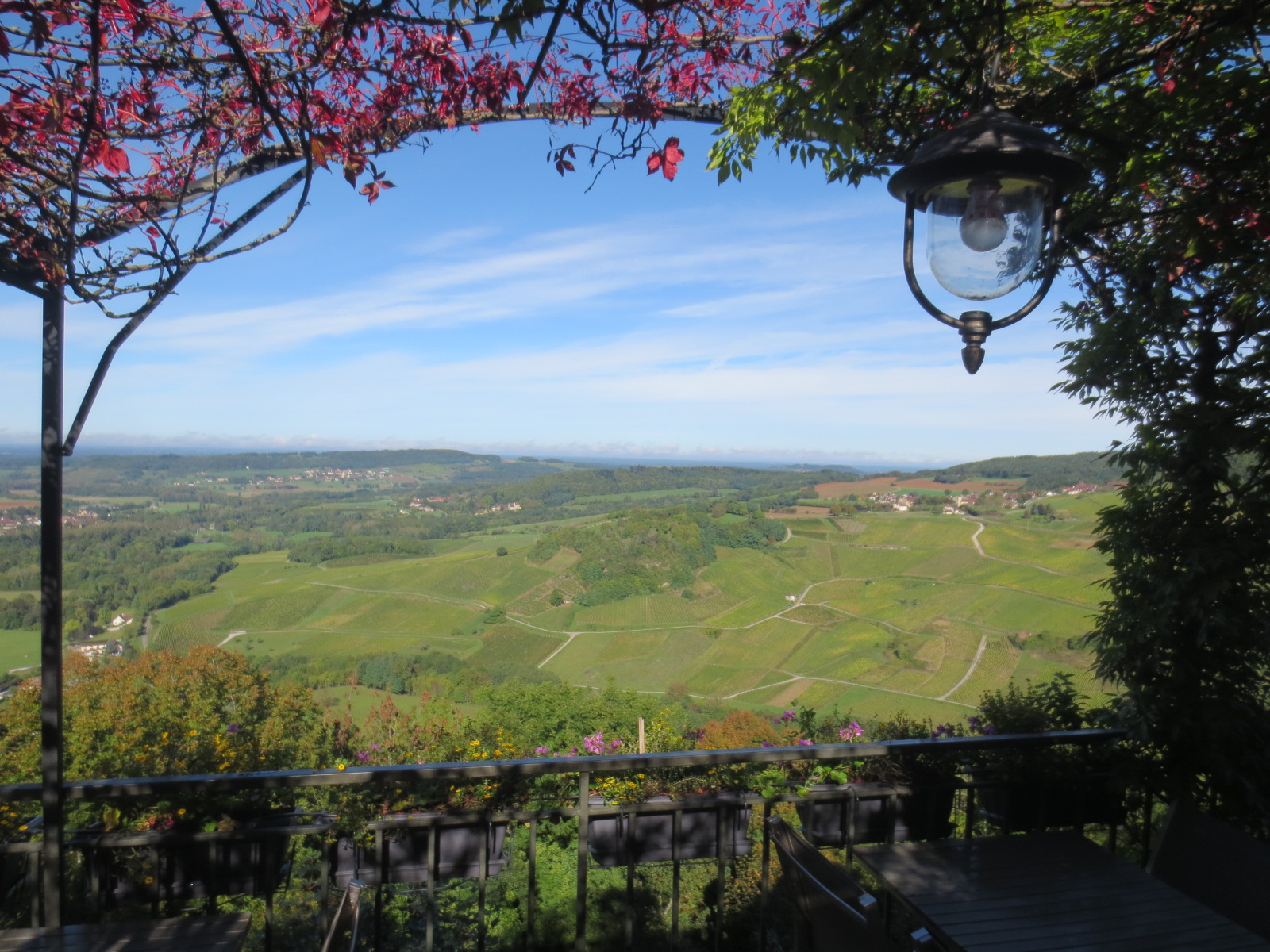
Wijngaarden gezien vanaf Château-Chalon

Macvin du Jura is een likeurwijn uit de wijnstreek Jura, die is gemaakt van druivenmost en Marc. Sinds november 1991 heeft het de beschermde herkomst benaming AOC.
Al in de 14e eeuw waren er beschrijvingen van Macvin door de kloosterlingen van Château-Chalon.
Destijds bekend onder de beschrijving Maquevin of Marc-vin. De eerste naam verwijst naar het Frans voor “maskeren” (van de wijn), de tweede naar de  samenvoeging van de twee vloeistoffen.
Deze drank wordt in de gehele wijnstreek van de Jura gemaakt. Zowel de wijnalcohol of marc, als de druivenmost moet van hetzelfde wijnbedrijf afkomstig zijn. De bestanddelen mogen niet tussen de bedrijven worden uitgewisseld. Hierom zijn er veel op zichzelf staande verschillende soorten. Lang niet alle wijnbedrijven maken Macvin du Jura.

## Wijnbouw envinificatie
Per hectare moeten in aangewezen wijngaarden minstens 5000 druivenstokken geplant zijn. Bij de terraswijngaarden zelfs meer. Geen enkele stok mag meer dan 2,5 vierkante meter innemen. De afstand tussen de rijen niet meer dan 2 meter. Daarnaast zijn er regels dat op bepaalde plaatsen een bepaalde druivensoort aangeplant moet zijn als wel dat niet meer dan 20% van de stokken mogen ontbreken of dood zijn.
Vijf druivensoorten – waarvan drie typisch voor het gebied zijn – worden voor deze drank gebruikt. De witte Chardonnay en Savagnin voor de witte Macvin, en de blauwe druiven Pinot Noir, Poulsard en Trousseau voor de rode- en rosé Macvin.
De druiven voor de most moeten minstens een suikergehalte van 170 gram per liter bevatten, en de opbrengst mag niet meer dan 11.000 kilogram per ha zijn. Hieruit mag dan 60 hectoliter sap voor witte of 55 hl voor rode- en rosé gewonnen worden.
Macvin is een versterkte wijn waarvan de gisting vrijwel gestopt wordt door toevoeging van de wijnalcohol, maar nog iets doorgist. Niet alle suiker van de most wordt nu omgezet in alcohol en zal als restzoet achterblijven dat minimaal 153 gram per liter moet zijn.
De alcohol die gebruikt wordt voor het remmen van de gistende druivenmost, komt van de Marc du Jura. Ook daarvoor zijn regels opgesteld. Deze marc bevat minimaal 52% alcohol en heeft minstens 14 maanden op eikenhouten vaten gelagerd.
Het mengen van de druivenmost met de marc wordt zo berekend dat het eindproduct een alcoholgehalte van 16 à 22% bevat en de verhouding 2/3 most en 1/3 marc is. Tot slot wordt het eindproduct nog minimaal een jaar op eikenhout gelagerd voordat zij gebotteld en verkocht worden.
In deze laatste periode op vat ontwikkelt zich het volle druivenaroma en wint het door rijping zijn fijnheid en delicate smaak.
Eenmaal op fles kan de drank nog meerdere jaren bewaard worden.
Macvin du Jura wordt gekoeld gedronken, zo tussen 6 en 10 graden Celsius.